# (8237) Constable
(8237) Constable ist ein Asteroid des inneren Hauptgürtels. Der Himmeslkörper wurde am 17. Oktober 1960 von dem niederländischen Astronomenehepaar Cornelis Johannes van Houten und Ingrid van Houten-Groeneveld entdeckt. Die Entdeckung geschah im Rahmen des Palomar-Leiden-Surveys, bei dem von Tom Gehrels mit dem 120-cm-Oschin-Schmidt-Teleskop des Palomar-Observatoriums aufgenommene Feldplatten an der Universität Leiden durchmustert wurden.
Der mittlere Durchmesser des Asteroiden wurde mithilfe des Wide-Field Infrared Survey Explorers (WISE) mit 3,880 (±0,046) km berechnet, die Albedo mit 0,240 (±0,029).
(8237) Constable wurde am 2. April 1999 nach dem englischen Landschaftsmaler John Constable (1776–1837) benannt.